# Teoria delle località centrali
La teoria delle località centrali fu elaborata per la prima volta dal geografo ed economista tedesco Walter Christaller nell'opera Le località centrali della Germania meridionale del 1933. 
Tale approccio si inserisce nel campo delle teorie della localizzazione ispirate al concetto di gerarchia urbana: esso individua delle regole con cui interpretare i sistemi urbani, spiegando dimensione, frequenza e distanza dei centri urbani di ogni livello gerarchico.

## Analisi della distribuzione degli insediamenti urbani
Christaller intendeva spiegare, in virtù di un esame deduttivo e generale, la distribuzione dei centri urbani, la loro forma e struttura gerarchizzata sul territorio per approdare a fornire un fondamento razionale (smentendo le precedenti tesi che sposavano l'idea dell'ubicazione casuale) alla loro sistemazione che, secondo il suo modello, avveniva per aree gravitazionali.

Da un punto di analisi strettamente funzionalistico le città possono distinguersi a seconda della funzione che rivestono: attiva, se dirette a praticare attività produttive e lavorative, passiva se ridotte sul piano esclusivamente residenziale.

### Ipotesi economiche
Le ipotesi economiche sottostanti al modello sono:
1. Ottimalità del comportamento dei consumatori (minimizzazione dei costi di trasporto: aree di mercato non sovrapposte);
2. Spazio geografico omogeneo (l'agglomerazione delle attività nasce per ragioni economiche e non fisico-geografiche);
3. Costo di trasporto proporzionale alla distanza percorsa;
4. Presenza di economie di scala (implicite nel concetto di soglia);
5. Equità nell'offerta del servizio: è implicita nell'affermazione della necessaria copertura dell'intero territorio, in modo che tutti i consumatori abbiano accesso a tutti i servizi e beni.

### I concetti di soglia e di portata

Organizzazione delle aree di mercato (principio di mercato christalleriano).

La teoria christalleriana si basa sull'assunzione che esista un centro urbano per lo scambio di beni e servizi (o, appunto, località centrale) che deve produrre od offrire beni o servizi alla popolazione spazialmente dispersa su un territorio omogeneo e isotropo intorno a essa. L'obiettivo del modello è quello di comprendere come prodotti o servizi, ed in particolare funzioni terziarie, si organizzino sul territorio dando vita a una gerarchia urbana. Per raggiungere l'obiettivo Christaller introduce i concetti di soglia e portata, che esprimono in termini geografici le tradizionali forze economiche che organizzano le attività nello spazio, i costi di trasporto e le economie di agglomerazione, nello specifico le economie di scala.
- Portata: definisce la distanza massima oltre la quale il consumatore non è disposto ad affrontare i costi di trasporto, necessari per recarsi ad acquistare il servizio;
- Soglia: rappresenta la distanza che delimita un'area, circolare, nella quale è compresa la quantità di popolazione minima sufficiente a garantire un livello di domanda tale per cui il servizio sia prodotto in modo efficiente.

Ogni servizio è prodotto solo se la portata è superiore alla soglia, cioè se esiste una domanda in grado di costituire una massa critica sufficiente per offrire il servizio in condizioni di efficienza. 
In equilibrio, le aree di mercato circolari definite dalla portata del servizio diventano aree di mercato esagonali. Ogni servizio ha una sua portata che definisce le dimensioni dell'area di mercato: i servizi di qualità elevata offerti nei grandi centri hanno dimensioni portata maggiore. In equilibrio si delinea nello spazio una struttura a favo, costituita da n centri che producono n aree di mercato esagonali, tutte della stessa dimensione. Una volta definite le aree di mercato per un dato servizio di dimensione uguale, si definiscono le aree di mercato per il servizio di qualità inferiore. Egli ipotizza infatti che le unità di produzione dei servizi inizino a localizzarsi là dove già esiste la produzione dei servizi di ordine superiore, in modo da godere di economie di agglomerazione.
 
Poiché portata del servizio inferiore< portata del servizio superiore, l'area di mercato servita dalle unità di produzione localizzate nel centro dell'esagono è inferiore all'esagono stesso e lascia parte del territorio non coperto.

### I principi di localizzazione christalleriani

Principio di mercato

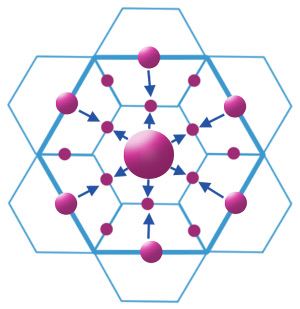
Principio di trasporto

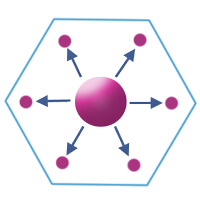
Principio amministrativo

Christaller individua tre principi in base ai quali le località centrali si strutturano sul territorio: il principio del mercato, il principio del trasporto e il principio amministrativo. Suo altro intento fu, nel contempo, quello di giustificare la localizzazione secondo un processo razionale delle attività economiche sul territorio.
Per ogni centro di ordine n esistono k centri di ordine n-1. Il cosiddetto fattore di proporzionalità k può essere 3, 4 o 7 a seconda del principio di localizzazione prevalente.
Nuove unità di produzione del servizio sono attratte dall'esistenza di una domanda inevasa e possono scegliere la localizzazione seguendo tre principi differenti:
- Principio di mercato (k=3): la localizzazione del centro inferiore è equidistante da una triade di centri di ordine superiore, formata dalla località centrale e dai vertici dell'esagono di dimensione maggiore. L'ottimizzazione di questa localizzazione risponde al criterio di minimizzazione del numero di centri in grado di coprire tutto il territorio dell'area di mercato del servizio di ordine superiore. Seguendo questa logica localizzativa, in un'area di mercato di ordine superiore esistono 1+6/3=3 centri di ordine inferiore;
- Principio di trasporto (k=4): la localizzazione del centro inferiore è equidistante da una coppia di centri di ordine superiore. Questa scelta ottimizza la localizzazione dei centri di ordine inferiore in base alla minimizzazione dei costi di trasporto verso i centri sede di servizi di ordine superiore. In ogni area di mercato di ordine superiore esistono 1+6/2=4 centri di ordine inferiore;
- Principio amministrativo (k=7): la localizzazione del centro inferiore è nel centro dei triangoli che compongono l'esagono. La logica di ottimizzazione risiede in questo caso nell'evitare i conflitti di competenze tra centri di ordine superiore per l'amministrazione dei centri di ordine inferiore. In questa logica esistono, per ogni area di mercato di un certo ordine, 1+6=7 centri di ordine inferiore.

Il modello arriva a un'importante conclusione: ogni centro maggiore produce i beni e servizi relativi al suo livello gerarchico e tutti i beni e servizi di ordine inferiore. I vantaggi del centro superiore derivano dunque dal livello funzionale tipico del suo ordine gerarchico. La dimensione di una città diventa pertanto una approssimazione della funzione urbana e per ogni centro di ordine superiore esiste, a cascata, una pluralità di centri di ordine inferiore.

## Critiche
L'economista tedesco August Lösch si ispirò al modello di Christaller (modello di K) rielaborandolo e rendendolo meno rigido, con una maggiore flessibilità della rete e conquistando per primo il consenso presso la comunità scientifica internazionale.